# دلار نیوزیلند
دلار نیوزیلند (به انگلیسی: New Zealand dollar) (به زبان بومی: Tāra o Aotearoa) با کد ایزوی NZD، یکای پول رایج در کشور نیوزلند است. مسولیت کنترل این یکای پول برعهدهٔ بانک مرکزی نیوزلند قرار دارد.